# Сімбу
6°26′ пд. ш. 145°0′ сх. д. / 6.433° пд. ш. 145.000° сх. д.
Сімбу (англ. Chimbu, ток-пісін Simbu) — провінція Папуа Нової Гвінеї. Адміністративний центр провінції — місто Кундіава (11 560 осіб — дані за 2013 рік).

## Історія
Провінція була утворена в 1966 році, вона була виділена із провінції Східний Гайлендс.

## Географія
Провінція Сімбу розташована в центральній гірській місцевості Папуа Нової Гвінеї. Вона межує з п'ятьма провінціями: Західний Гайлендс, Східний Гайлендс, Південний Гайлендс, Галф та Маданг. Площа провінції становить 6112 км² (18-те місце). Найвища точка провінції — гора Вільгельм (4509 м), яка розташована на стику провінцій Сімбу, Західний Гайлендс та Маданг.
Сімбу є однією з провінцій з обмеженими природними ресурсами і з дуже пересіченою гірською місцевістю. Економічний прогрес провінції був повільніший, ніж у сусідніх високогірних провінціях. Істотно розвинутим промислом тут є виробництво кави.

## Населення
За результатами перепису населення у 2000 році чисельність жителів становила 259 703 осіб, що відповідало 7-му місцю серед провінцій країни. За переписом 2011 року населення провінції становило 376 473 осіб, що відповідало 7-му місцю серед всіх провінцій країни.
| 1980    | 1990     | 2000     | 2011     |
| ------- | -------- | -------- | -------- |
| 178 290 | ▲183 849 | ▲259 703 | ▲376 473 |

## Адміністративний поділ
Провінція поділяється на шість районів:
- Ґумайн
- Карімуї-Номане
- Kepowaґі
- Кундіава-Ґембоґл
- Сінасіна-Йонґомуґл
- Чуаве